# Euphonia concinna
Euphonia concinna là một loài chim thuộc họ Fringillidae. Đây là loài đặc hữu Colombia.
Môi trường sống tự nhiên của chúng là các vùng rừng khô nhiệt đới hoặc cận nhiệt đới và các rừng xuống cấp.

## Hình ảnh

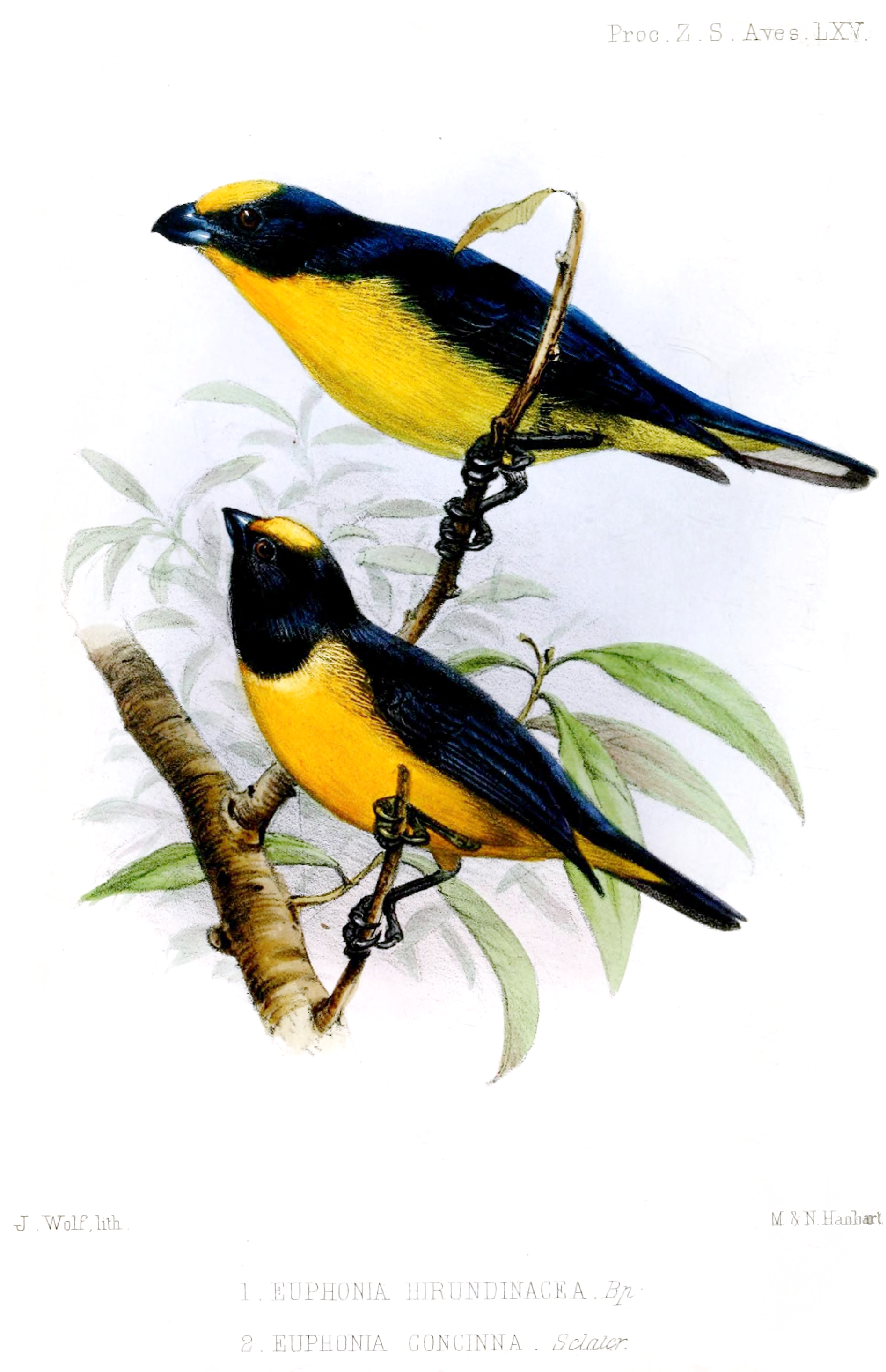